# Вегетаріанська харчова піраміда

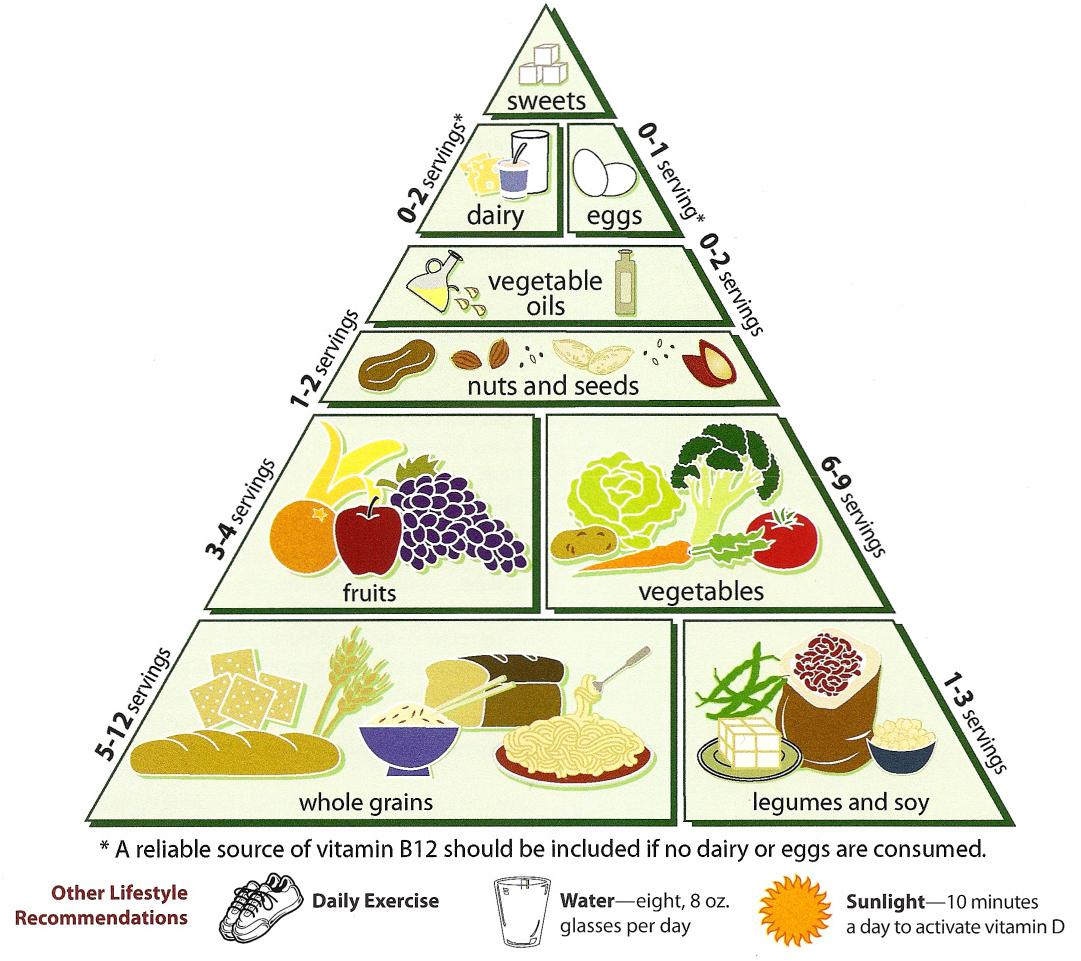
Вегетаріанська харчова піраміда Університету Лома-Лінда

Веганська харчова піраміда на основі пропозицій

Вегетаріанська харчова піраміда — настанова зі здорового харчування, що репрезентує традиційну здорову вегетаріанську дієту. У світі існують різні варіанти цієї традиційної здорової вегетаріанської дієти, зокрема в різних місцях Північної Америки, Європи, Південної Америки та, найпримітніше, Азії. Зважаючи на це, словосполучення «традиційна вегетарінаська дієта» репрезентує здорові традиційні оволактовегетаріанські дієти цих регіонів і народів. Піраміда була створена організацією «Олдвейс Презервейшн Траст» 1998 року на підставі наукового дослідження, здійсненного Корнеллським і Гарвардським університетами, з посиланням на здорові схеми харчування, продемонстровані в Середземноморській харчовій піраміді.
У вегетаріанській харчовій піраміді пропонуються типи здорової їжі та частотності їхнього споживання. Піраміда поділяється на щоденну, щотижневу та щомісячну частотності, однак не пропонує розміри порцій. Окрім цього піраміди надає рекомендації із щоденної фізичної активності, гідратації та перебування під відкритим сонцем.